# Discographie de Dalida
Cet article présente la discographie de Dalida, chanteuse française issue d'une famille italienne.
Après quelques disques sortis en 1956, Dalida connaît son premier succès au début de l'année 1957, avec sa reprise du titre Bambino.

Avec un répertoire regroupant plus de sept cents chansons interprétées en plusieurs langues (anglais, allemand, arabe égyptien, arabe libanais, espagnol, français, hébreu, italien, grec, flamand ou encore japonais), elle devient une figure de la chanson française et bénéficie d'une popularité dépassant la scène francophone.

Évoluant à travers différents styles musicaux, parmi lesquels le twist, la pop ou encore le raï, elle est également une des premières artistes françaises à interpréter des chansons disco, avec des titres comme J'attendrai et Bésame mucho.
Parmi ses chansons les plus connues, figurent notamment Gondolier, Come prima, Les Enfants du Pirée, Itsi bitsi petit bikini, Le Jour où la pluie viendra, La Danse de Zorba, Bonsoir mon amour, Ciao amore, ciao, Le Temps des fleurs, Darla dirladada, Parle plus bas, Paroles... Paroles... (en duo avec  Alain Delon), Il venait d'avoir 18 ans, Gigi l'amoroso, Salma Ya Salama, Laissez-moi danser ou encore Mourir sur scène.
Depuis son décès en 1987, une centaine de compilations diverses ont été régulièrement éditées, et plusieurs de ses chansons ont fait l'objet de reprises. Certaines ont également été utilisées dans des bandes originales de films, parmi lesquelles Histoire d'un amour (Gazon maudit), Pour ne pas vivre seul (Huit femmes), Romantica (L'Instinct de mort) ou encore Dans la ville endormie (Mourir peut attendre).

## Albums

### Albums studio

#### Albums studio en français
| Année | Album                     | Classements | Classements | Classements | Classements | Classements | Classements | Classements | Classements | Classements | Classements | Certifications |
| Année | Album                     | FRA         | BE/W        | BE/F        | SUI         | CAN         | ITA         | ESP         | P-B         | ALL         | AUT         | Certifications |
| ----- | ------------------------- | ----------- | ----------- | ----------- | ----------- | ----------- | ----------- | ----------- | ----------- | ----------- | ----------- | -------------- |
| 1957  | Son nom est Dalida        |             |             |             |             | -           |             |             |             |             |             |                |
| 1957  | Miguel                    |             |             |             |             | -           |             |             |             |             |             |                |
| 1958  | Gondolier                 |             |             |             |             | -           |             |             |             |             |             |                |
| 1958  | Les Gitans                |             |             |             |             | -           |             |             |             |             |             |                |
| 1959  | Le Disque d'or de Dalida  |             |             |             |             | -           |             |             |             |             |             |                |
| 1959  | Love in Portofino         |             |             |             |             | -           |             |             |             |             |             |                |
| 1960  | Les Enfants du Pirée      |             |             |             |             | -           |             |             |             |             |             |                |
| 1960  | Elle, lui et l'autre      |             |             |             |             | -           |             |             |             |             |             |                |
| 1961  | Dalida internationale     |             |             |             |             | -           |             |             |             |             |             |                |
| 1961  | Loin de moi               |             |             |             |             | -           |             |             |             |             |             |                |
| 1962  | Le petit Gonzalès         |             |             |             |             | -           |             |             |             | -           |             |                |
| 1963  | Eux                       |             |             |             |             | -           |             |             |             | -           |             |                |
| 1964  | Amore scusami             |             |             |             |             | -           |             |             |             | -           |             |                |
| 1965  | Il silenzio               |             |             |             |             | -           |             |             |             | -           |             |                |
| 1967  | Olympia 67                |             |             |             |             | -           |             |             |             | -           |             |                |
| 1968  | Le Temps des fleurs       |             |             |             |             | -           |             |             |             | -           |             |                |
| 1969  | Ma mère me disait         |             |             |             |             | -           |             |             | -           | -           |             |                |
| 1970  | Ils ont changé ma chanson |             |             |             |             | -           | -           | -           | -           | -           |             |                |
| 1971  | Une vie...                |             |             |             |             | -           | -           | -           | -           | -           |             |                |
| 1972  | Il faut du temps          |             |             |             |             | -           | -           | -           | -           | -           |             |                |
| 1973  | Julien...                 |             |             |             |             | -           | -           | -           | -           | -           | -           |                |
| 1974  | Manuel                    |             |             |             |             | -           | -           | -           | -           | -           | -           |                |
| 1975  | J'attendrai               |             |             |             |             | -           | -           | -           | -           | -           | -           |                |
| 1976  | Coup de chapeau au passé  |             |             |             |             | -           | -           | -           | -           | -           | -           |                |
| 1977  | Femme est la nuit         |             |             |             |             | -           | -           | -           | -           | -           | -           |                |
| 1977  | Salma ya salama           |             |             |             |             | -           | -           | -           | -           | -           | -           |                |
| 1978  | Ça me fait rêver          |             |             |             |             | -           | -           | -           | -           | -           | -           |                |
| 1979  | Dédié à toi               |             |             |             |             | -           | -           | -           | -           | -           | -           |                |
| 1980  | Gigi in Paradisco         |             |             |             |             | -           | -           | -           | -           | -           | -           |                |
| 1981  | Olympia 81                |             |             |             |             | -           | -           | -           | -           | -           | -           |                |
| 1982  | Spécial Dalida            |             |             |             |             | -           | -           | -           | -           | -           | -           |                |
| 1983  | Les P'tits Mots           |             |             |             | -           | -           | -           | -           | -           | -           | -           |                |
| 1984  | Dali                      |             |             |             | -           | -           | -           | -           | -           | -           | -           |                |
| 1986  | Le Visage de l'amour      | -           |             |             | -           | -           | -           | -           | -           | -           | -           |                |

#### Albums studio en italien
| Année | Album                | Classements | Classements | Classements | Classements | Classements | Classements | Classements | Classements | Classements | Classements | Certifications |
| Année | Album                | FRA         | BE/W        | BE/F        | SUI         | CAN         | ITA         | ESP         | P-B         | ALL         | AUT         | Certifications |
| ----- | -------------------- | ----------- | ----------- | ----------- | ----------- | ----------- | ----------- | ----------- | ----------- | ----------- | ----------- | -------------- |
| 1960  | Milord               |             |             |             |             | -           |             |             |             |             |             |                |
| 1966  | Pensiamoci ogni sera |             |             |             |             | -           |             |             |             | -           |             |                |
| 1967  | Piccolo ragazzo      |             |             |             |             | -           |             |             |             | -           |             |                |
| 1967  | Un po' d'amore       |             |             |             |             | -           |             |             |             | -           |             |                |

#### Albums studio en allemand
| Année | Album                 | Classements | Classements | Classements | Classements | Classements | Classements | Classements | Classements | Classements | Classements | Certifications |
| Année | Album                 | FRA         | BE/W        | BE/F        | SUI         | CAN         | ITA         | ESP         | P-B         | ALL         | AUT         | Certifications |
| ----- | --------------------- | ----------- | ----------- | ----------- | ----------- | ----------- | ----------- | ----------- | ----------- | ----------- | ----------- | -------------- |
| 1961  | Rendezvous mit Dalida |             |             |             |             | -           |             |             |             |             |             |                |

### Albums Live
| Année | Album                  | Classements | Classements | Classements | Classements | Classements | Classements | Classements | Classements | Classements | Classements | Certifications |
| Année | Album                  | FRA         | BE/W        | BE/F        | SUI         | CAN         | ITA         | ESP         | P-B         | ALL         | AUT         | Certifications |
| ----- | ---------------------- | ----------- | ----------- | ----------- | ----------- | ----------- | ----------- | ----------- | ----------- | ----------- | ----------- | -------------- |
| 1972  | Olympia 1971           |             |             |             |             | -           | -           | -           | -           | -           |             |                |
| 1974  | Olympia 1974           |             |             |             |             | -           | -           | -           | -           | -           | -           |                |
| 1977  | Olympia 1977           |             |             |             |             | -           | -           | -           | -           | -           | -           |                |
| 1980  | Palais des sports 1980 |             |             |             |             | -           | -           | -           | -           | -           | -           |                |

### Compilations

#### Compilations françaises
| Année | Album                                       | Classements | Classements | Classements | Classements | Classements | Classements | Classements | Classements | Classements | Classements | Classements | Certifications |
| Année | Album                                       | Compils     | Albums      | BE/W        | BE/F        | SUI         | CAN         | ITA         | ESP         | P-B         | ALL         | AUT         | Certifications |
| ----- | ------------------------------------------- | ----------- | ----------- | ----------- | ----------- | ----------- | ----------- | ----------- | ----------- | ----------- | ----------- | ----------- | -------------- |
| 1967  | De Bambino à Il silenzio                    |             |             |             |             |             | -           |             |             |             | -           |             |                |
| 1970  | Collection récital, vol. 1                  |             |             |             |             |             | -           | -           | -           | -           | -           |             |                |
| 1970  | Collection récital, vol. 2                  |             |             |             |             |             | -           | -           | -           | -           | -           |             |                |
| 1973  | Dalida                                      |             |             |             |             |             | -           | -           | -           | -           | -           | -           |                |
| 1974  | Une vie                                     |             |             |             |             |             | -           | -           | -           | -           | -           | -           | : Or           |
| 1974  | Les grands succès                           |             |             |             |             |             | -           | -           | -           | -           | -           | -           |                |
| 1974  | Double album de luxe                        |             |             |             |             |             | -           | -           | -           | -           | -           | -           |                |
| 1975  | Les grands succès                           |             |             |             |             |             | -           | -           | -           | -           | -           | -           |                |
| 1975  | Enregistrements originaux, vol. 1           |             |             |             |             |             | -           | -           | -           | -           | -           | -           |                |
| 1975  | Enregistrements originaux, vol. 2           |             |             |             |             |             | -           | -           | -           | -           | -           | -           |                |
| 1975  | Enregistrements originaux, vol. 3           |             |             |             |             |             | -           | -           | -           | -           | -           | -           |                |
| 1977  | 45e disque d'or pour une super-star         |             |             |             |             |             | -           | -           | -           | -           | -           | -           |                |
| 1977  | Dalida                                      |             |             |             |             |             | -           | -           | -           | -           | -           | -           |                |
| 1978  | Collection en or, vol. 1                    |             |             |             |             |             | -           | -           | -           | -           | -           | -           |                |
| 1978  | Collection en or, vol. 2                    |             |             |             |             |             | -           | -           | -           | -           | -           | -           |                |
| 1978  | Et Dieu créa Dalida                         |             |             |             |             |             | -           | -           | -           | -           | -           | -           |                |
| 1980  | Eté 80                                      |             |             |             |             |             | -           | -           | -           | -           | -           | -           |                |
| 1980  | 16 grands succès                            |             |             |             |             |             | -           | -           | -           | -           | -           | -           |                |
| 1980  | Le disque d'or                              |             |             |             |             |             | -           | -           | -           | -           | -           | -           |                |
| 1981  | Disque d'or                                 |             |             |             |             |             | -           | -           | -           | -           | -           | -           |                |
| 1981  | 16 chansons, 16 succès                      |             |             |             |             |             | -           | -           | -           | -           | -           | -           |                |
| 1982  | La chanson du Mundial                       |             |             |             |             |             | -           | -           | -           | -           | -           | -           |                |
| 1982  | Mondialement vôtre                          |             |             |             |             |             | -           | -           | -           | -           | -           | -           |                |
| 1983  | Femme                                       |             |             |             |             | -           | -           | -           | -           | -           | -           | -           |                |
| 1983  | 16 chansons, 16 succès                      |             |             |             |             | -           | -           | -           | -           | -           | -           | -           |                |
| 1986  | Le Sixième jour                             |             | 20          |             |             | -           | -           | -           | -           | -           | -           | -           |                |
| 1987  | The Best of Dalida: Volume 1                |             | -           |             |             | -           | -           | -           | -           | -           | -           | -           |                |
| 1987  | The Best of Dalida: Volume 2                |             | -           |             |             | -           | -           | -           | -           | -           | -           | -           |                |
| 1987  | Pour en arriver là                          |             | -           |             |             | -           | -           | -           | -           | -           | -           | -           |                |
| 1988  | La Voix de l'amour                          |             | -           |             |             | -           | -           | -           | -           | -           | -           | -           |                |
| 1988  | Quelque part au soleil                      |             | -           |             |             | -           | -           | -           | -           | -           | -           | -           |                |
| 1989  | Dalida mon amour                            | -           |             |             |             | -           | -           | -           | -           | -           | -           | -           | : Or           |
| 1990  | Été 90 - Let Me Dance                       | -           |             |             |             | -           | -           | -           | -           | -           | -           | -           |                |
| 1995  | Grandes chansons                            | -           |             |             |             | -           | -           | -           | -           | -           | -           | -           |                |
| 1995  | Comme si j'étais là...                      | 4           |             | 39          | -           | -           | -           | -           | -           | -           | -           | -           | : 2x Or        |
| 1996  | À ma manière                                | 8           |             | 27          | -           | -           | -           | -           | -           | -           | -           | -           | : Or           |
| 1997  | 40 succès en or                             | 3           |             | -           | -           | -           | -           | -           | -           | -           | -           | -           | : Platine      |
| 1997  | L'an 2005                                   | 5           |             | 41          | -           | -           | -           | -           | -           | -           | -           | -           | : Or           |
| 1998  | Le rêve oriental                            | 2           |             | -           | -           | -           | -           | -           | -           | -           | -           | -           | : Or           |
| 1999  | Les années Orlando                          | 1           |             | 7           | -           | -           | -           | -           | -           | -           | -           | -           | : 2x Platine   |
| 1999  | Dalida chante en arabe                      | -           |             | -           | -           | -           | -           | -           | -           | -           | -           | -           |                |
| 2000  | Live: instants d'émotions...                |             | 29          | -           | -           | -           | -           | -           | -           | -           | -           | -           |                |
| 2001  | Révolution                                  |             | 42          | -           | -           | -           | -           | -           | -           | -           | -           | -           |                |
| 2001  | Les années Barclay                          | 76          |             | -           | -           | -           | -           | -           | -           | -           | -           | -           | : Or           |
| 2002  | 15 ans déjà... L'original                   | 5           |             | 20          | -           | -           | -           | -           | -           | -           | -           | -           | : Platine      |
| 2002  | Master Série - Vol. 1                       | 11          |             | -           | -           | -           | -           | -           | -           | -           | -           | -           | : Platine      |
| 2003  | Forever Dalida                              | -           |             | 167         | 188         | -           | -           | -           | -           | -           | -           | -           |                |
| 2003  | Mademoiselle romantique                     | -           |             | -           | -           | -           | -           | -           | -           | -           | -           | -           |                |
| 2007  | Les 101 plus belles chansons                | 1           |             | 8           | -           | 92          | -           | -           | -           | -           | -           | -           | : Or           |
| 2007  | Prestige : Dalida                           | 25          |             | -           | -           | -           | -           | -           | -           | -           | -           | -           |                |
| 2008  | Les 50 plus belles chansons                 | 6           | 24          | 48          | -           | -           | -           | -           | -           | -           | -           | -           |                |
| 2009  | Glamorous Dalida                            | 141         | 141         | -           | -           | -           | -           | -           | -           | -           | -           | -           |                |
| 2011  | Talents                                     | 175         | 175         | -           | -           | -           | -           | -           | -           | -           | -           | -           |                |
| 2012  | Depuis qu'elle est partie...                | 22          | 22          | 4           | -           | -           | -           | -           | -           | -           | -           | -           |                |
| 2012  | Les 100 chansons éternelles                 | 82          | 82          | -           | -           | -           | -           | -           | -           | -           | -           | -           |                |
| 2012  | Les diamants sont éternels - 25 ans déjà... | 127         | 127         | 153         | -           | -           | -           | -           | -           | -           | -           | -           |                |
| 2013  | Le coffret                                  | -           | -           | 106         | -           | -           | -           | -           | -           | -           | -           | -           |                |
| 2014  | Best of 70                                  | -           | -           | -           | -           | -           | -           | -           | -           | -           | -           | -           |                |
| 2015  | Citoyenne du monde                          | 198         | 198         | 132         | -           | -           | -           | -           | -           | -           | -           | -           |                |
| 2015  | The Best of                                 | -           | -           | 137         | -           | -           | -           | -           | -           | -           | -           | -           |                |
| 2016  | Le coffret                                  | -           | -           | 133         | -           | -           | -           | -           | -           | -           | -           | -           |                |
| 2016  | Hit Parade - Les Best of 4CD                | -           | -           | 31          | -           | -           | -           | -           | -           | -           | -           | -           |                |
| 2017  | 30 ans déjà                                 | 96          | 96          | 51          | 144         | -           | -           | -           | -           | -           | -           | -           |                |
| 2017  | Pour vous au Québec                         | -           | -           | -           | -           | -           | -           | -           | -           | -           | -           | -           |                |
| 2019  | Les numéros un                              | -           | -           | 200         | -           | -           | -           | -           | -           | -           | -           | -           |                |
| 2021  | Dans la ville endormie                      | 58          | 58          | 53          | -           | -           | -           | -           | -           | -           | -           | -           |                |
| 2022  | 35 ans déjà...                              | 115         | 115         | 25          | -           | -           | -           | -           | -           | -           | -           | -           |                |
| 2023  | Vive le vent                                | 160         | 160         | -           | -           | -           | -           | -           | -           | -           | -           | -           |                |
| 2023  | Plein soleil                                | 169         | 169         | 91          | -           | -           | -           | -           | -           | -           | -           | -           |                |
| 2024  | Parle-moi d'amour mon amour                 | 164         | 164         | 145         | -           | -           | -           | -           | -           | -           | -           | -           |                |
| 2024  | La dolce vita                               | -           | -           | 191         | -           | -           | -           | -           | -           | -           | -           | -           |                |

#### Compilations italiennes
| Année | Album               | Classements | Classements | Classements | Classements | Classements | Classements | Classements | Classements | Classements | Classements | Classements | Certifications |
| Année | Album               | Compils     | Albums      | BE/W        | BE/F        | SUI         | CAN         | ITA         | ESP         | P-B         | ALL         | AUT         | Certifications |
| ----- | ------------------- | ----------- | ----------- | ----------- | ----------- | ----------- | ----------- | ----------- | ----------- | ----------- | ----------- | ----------- | -------------- |
| 1969  | Canta in italiano   |             |             |             |             |             | -           |             |             | -           | -           |             |                |
| 1973  | The Heart of France |             |             |             |             |             | -           | -           | -           | -           | -           | -           |                |
| 1975  | Sempre più Dalida   |             |             |             |             |             | -           | -           | -           | -           | -           | -           |                |
| 2006  | I grandi successi   | -           |             | -           | -           | -           | -           | 45          | -           | -           | -           | -           |                |
| 2007  | Italia mia          | -           |             | -           | -           | -           | -           | 75          | -           | -           | -           | -           |                |
| 2001  | Dalida Collection   | -           |             | -           | -           | -           | -           | 36          | -           | -           | -           | -           |                |

#### Compilations allemandes
| Année | Album      | Classements | Classements | Classements | Classements | Classements | Classements | Classements | Classements | Classements | Classements | Classements | Certifications |
| Année | Album      | Compils     | Albums      | BE/W        | BE/F        | SUI         | CAN         | ITA         | ESP         | P-B         | ALL         | AUT         | Certifications |
| ----- | ---------- | ----------- | ----------- | ----------- | ----------- | ----------- | ----------- | ----------- | ----------- | ----------- | ----------- | ----------- | -------------- |
| 1969  | In deutsch |             |             |             |             |             | -           |             |             | -           | -           |             |                |

## Singles

### Années 1950
| Année | Single                         | Classements | Classements | Classements | Classements | Classements | Classements | Classements | Classements | Classements | Classements | Classements | Classements | Classements | Classements | Classements | Classements |
| Année | Single                         | FRA         | BE/W        | BE/F        | SUI         | CAN         | ITA         | ESP         | POR         | P-B         | ALL         | AUT         | ARG         | MEX         | ISR         | TUR         | JAP         |
| ----- | ------------------------------ | ----------- | ----------- | ----------- | ----------- | ----------- | ----------- | ----------- | ----------- | ----------- | ----------- | ----------- | ----------- | ----------- | ----------- | ----------- | ----------- |
| 1956  | Madona                         |             | -           | -           |             | -           |             |             |             | -           | -           | -           |             |             |             |             |             |
| 1956  | La Violeterra                  |             | -           | -           |             | -           |             |             |             | -           | -           | -           |             |             |             |             |             |
| 1956  | Bambino                        |             | 1           | (5)         |             | -           |             |             |             | -           | -           | -           |             |             |             |             |             |
| 1956  | Le Torrent                     |             | (11)        | -           |             | -           |             |             |             | -           | -           | -           |             |             |             |             |             |
| 1957  | Maman la plus belle du monde   |             | 14          | -           |             | -           |             |             |             | -           | -           | -           |             |             |             |             |             |
| 1957  | Ay! Mourir pour toi            |             | -           | -           |             | -           |             |             |             | -           | -           | -           |             |             |             |             |             |
| 1957  | Tu n'as pas très bon caractère |             | 10          | -           |             | -           |             |             |             | -           | -           | -           |             |             |             |             |             |
| 1957  | Le Ranch de Maria              |             | 22          | -           |             | -           |             |             |             | -           | -           | -           |             |             |             |             |             |
| 1957  | Buenas noches mi amor          |             | 8           | -           |             | -           |             |             |             | -           | -           | -           |             |             |             |             |             |
| 1957  | Oh la la                       |             | 14          | -           |             | -           |             |             |             | -           | -           | -           |             |             |             |             |             |
| 1957  | Lazzarelle                     |             | (8)         | -           |             | -           |             |             |             | -           | -           | -           |             |             |             |             |             |
| 1957  | Histoire d'un amour            |             | 13          | -           |             | -           |             |             |             | -           | -           | -           |             |             |             |             |             |
| 1958  | Gondolier                      |             | 1           | -           |             | -           |             |             |             | -           | -           | -           |             |             |             |             |             |
| 1958  | Le Jour où la pluie viendra    |             | (3)         | -           |             | -           |             |             |             | -           | 1           | 2           |             |             |             |             |             |
| 1958  | Dans le bleu du ciel bleu      |             | (6)         | (5)         |             | -           |             |             |             | -           | -           | -           |             |             |             |             |             |
| 1958  | Dieu seul                      |             | 14          | -           |             | -           |             |             |             | -           | -           | -           |             |             |             |             |             |
| 1958  | Je pars                        |             | 24          | -           |             | -           |             |             |             | -           | -           | -           |             |             |             |             |             |
| 1958  | Aïe! mon cœur                  |             | 16          | -           |             | -           |             |             |             | -           | -           | -           |             |             |             |             |             |
| 1958  | Come prima                     |             | 1           | (1)         |             | -           |             |             |             | -           | -           | -           |             |             |             |             |             |
| 1958  | Du moment qu'on s'aime         |             | (3)         | 9           |             | -           |             |             |             | -           | -           | -           |             |             |             |             |             |
| 1958  | Tu m'étais destiné             |             | 25          | -           |             | -           |             |             |             | -           | -           | -           |             |             |             |             |             |
| 1958  | Les Gitans                     |             | 13          | -           |             | -           | 13          |             |             | -           | -           | -           |             |             |             |             |             |
| 1958  | Guitare et tambourin           |             | 10          | -           |             | -           | -           |             |             | -           | -           | -           |             |             |             |             |             |
| 1959  | Ciao ciao bambina              |             | (1)         | -           |             | -           | -           | -           |             | -           | -           | -           |             |             |             |             |             |
| 1959  | Tout l'amour                   |             | 3           | -           |             | -           | -           | -           |             | -           | -           | -           |             |             |             |             |             |
| 1959  | La Chanson d'Orphée            |             | (3)         | -           |             | -           | 10          | -           |             | -           | -           | -           |             |             |             |             |             |
| 1959  | Love in Portofino              |             | 20          | -           |             | -           | -           | -           |             | -           | -           | -           |             |             |             |             |             |
| 1959  | Mes frères                     |             | 20          | -           |             | -           | -           | -           |             | -           | -           | -           |             |             |             |             |             |
| 1959  | Ne joue pas                    |             | (1)         | -           |             | -           | -           | -           |             | -           | -           | -           |             |             |             |             |             |
| 1959  | Marina                         |             | (4)         | -           |             | -           | -           | -           |             | -           | -           | -           |             |             |             |             |             |
| 1959  | C'est ça l'amore               |             | 15          | -           |             | -           | -           | -           |             | -           | -           | -           |             |             |             |             |             |
| 1959  | Adonis                         |             | (35)        | -           |             | -           | -           | -           |             | -           | -           | -           |             |             |             |             |             |

Les cases colorées signifient que le classement n'est pas celui de Dalida mais de la chanson elle-même, tous interprètes confondus.
À cette époque, les chanteurs sortaient souvent leur propre version du dernier titre à la mode. Les classements étaient alors ceux de la chanson, et non de l'interprète. Le détail des différents interprètes est indiqué en note, à côté de chaque titre.

 Les cases orangées signifient que la version de Dalida était celle ayant rencontré le plus de succès.

 Les cases vertes signifient que la version de Dalida n'était pas le succès principal.

### Années 1960
| Année | Single                                                         | Classements | Classements | Classements | Classements | Classements | Classements | Classements | Classements | Classements | Classements | Classements | Classements | Classements | Classements | Classements | Classements | Ventes  |
| Année | Single                                                         | FRA         | BE/W        | BE/F        | SUI         | CAN         | ITA         | ESP         | POR         | P-B         | ALL         | AUT         | ARG         | MEX         | ISR         | TUR         | JAP         | Ventes  |
| ----- | -------------------------------------------------------------- | ----------- | ----------- | ----------- | ----------- | ----------- | ----------- | ----------- | ----------- | ----------- | ----------- | ----------- | ----------- | ----------- | ----------- | ----------- | ----------- | ------- |
| 1960  | Luna caprese J'ai rêvé                                         | 4           | 29          | -           | -           | -           | -           | -           |             | -           | -           | -           |             |             |             |             |             |         |
| 1960  | Luna caprese J'ai rêvé                                         | 4           | 21          | -           | -           | -           | -           | -           |             | -           | -           | -           |             |             |             |             |             |         |
| 1960  | T'aimer follement Elle, lui et l'autre                         | 2           | 2           | -           | -           | -           | -           | -           |             | -           | -           | -           |             |             |             |             |             |         |
| 1960  | T'aimer follement Elle, lui et l'autre                         | 2           | 30          | -           | -           | -           | -           | -           |             | -           | -           | -           |             |             |             |             |             |         |
| 1960  | Romantica Dans les rues de Bahia                               | 2           | 1           | 10          | -           | -           | -           | -           |             | -           | -           | -           |             |             |             |             |             |         |
| 1960  | Romantica Dans les rues de Bahia                               | 2           | (15)        | -           | -           | -           | -           | -           |             | -           | -           | -           |             |             |             |             |             |         |
| 1960  | Les Enfants du Pirée                                           | 1           | (1)         | 2           | 2           | -           | 2           | 2           |             | 2           | -           | -           |             |             |             |             |             |         |
| 1960  | L'Arlequin de Tolède Comme au premier jour                     | 5           | (19)        | -           | -           | -           | -           | -           |             | -           | -           | -           |             |             |             |             |             |         |
| 1960  | L'Arlequin de Tolède Comme au premier jour                     | 5           | 43          | -           | -           | -           | -           | -           |             | -           | -           | -           |             |             |             |             |             |         |
| 1960  | Milord                                                         | -           | -           | -           | -           | -           | 14          | -           |             | -           | (1)         | (1)         |             |             |             |             |             |         |
| 1960  | Itsi bitsi, petit bikini 'O sole mio                           | 4           | 1           | -           | -           | -           | -           | -           |             | -           | -           | -           |             |             |             |             |             |         |
| 1960  | Itsi bitsi, petit bikini 'O sole mio                           | 4           | (1)         | -           | -           | -           | -           | -           |             | -           | -           | -           |             |             |             |             |             |         |
| 1960  | Douce nuit, sainte nuit                                        | 6           | -           | -           | -           | -           | -           | -           |             | -           | -           | -           |             |             |             |             |             |         |
| 1961  | Garde-moi la dernière danse Les marrons chauds La joie d'aimer | 2           | 2           | -           | -           | -           | -           | -           |             | -           | -           | -           | -           | -           | -           |             | -           |         |
| 1961  | Garde-moi la dernière danse Les marrons chauds La joie d'aimer | 2           | 34          | -           | -           | -           | -           | -           |             | -           | -           | -           | -           | -           | -           |             | -           |         |
| 1961  | Garde-moi la dernière danse Les marrons chauds La joie d'aimer | 2           | 12          | -           | -           | -           | -           | -           |             | -           | -           | -           | -           | -           | -           |             | -           |         |
| 1961  | Pépé 24.000 baisers                                            | 2           | 6           | -           | -           | -           | -           | (4)         |             | 10          | 3           | 1           | -           | -           | -           |             | -           |         |
| 1961  | Pépé 24.000 baisers                                            | 2           | 4           | -           | -           | -           | -           | -           |             | -           | -           | -           | -           | -           | -           |             | -           |         |
| 1961  | Nuits d'Espagne                                                | 4           | 28          | -           | -           | -           | -           | -           |             | -           | -           | -           | -           | -           | -           |             | -           |         |
| 1961  | Avec une poignée de terre Tu peux la prendre                   | 10          | (8)         | -           | -           | -           | -           | -           |             | -           | -           | -           | -           | -           | -           |             | -           |         |
| 1961  | Avec une poignée de terre Tu peux la prendre                   | 10          | (33)        | -           | -           | -           | -           | -           |             | -           | -           | -           | -           | -           | -           |             | -           |         |
| 1961  | Loin de moi Tu ne sais pas                                     | 8           | -           | -           | -           | -           | -           | -           |             | -           | -           | -           | -           | -           | -           |             | -           |         |
| 1961  | Loin de moi Tu ne sais pas                                     | 8           | (4)         | -           | -           | -           | -           | -           |             | -           | -           | -           | -           | -           | -           |             | -           |         |
| 1962  | Achète moi un juke-box La Leçon de twist                       | 7           | 34          | -           | -           | -           | -           | -           |             | -           | -           | -           | -           | -           | -           |             | -           | 100 000 |
| 1962  | Achète moi un juke-box La Leçon de twist                       | 7           | (4)         | -           | -           | -           | -           | -           |             | -           | -           | -           | -           | -           | -           |             | -           | 100 000 |
| 1962  | Le Petit Gonzales                                              | 1           | 4           | -           | -           | -           | -           | -           |             | -           | -           | -           | -           | -           | -           |             | -           | 150 000 |
| 1962  | Le Jour le plus long                                           | 4           | 11          | -           | -           | -           | -           | -           |             | -           | -           | -           | -           | -           | -           |             | -           | 200 000 |
| 1963  | La Partie de football Tu croiras                               | 15          | -           | -           | -           | -           | -           | -           |             | -           | -           | -           | -           | -           | -           |             | -           | 50 000  |
| 1963  | La Partie de football Tu croiras                               | 15          | (38)        | -           | -           | -           | -           | -           |             | -           | -           | -           | -           | -           | -           |             | -           | 50 000  |
| 1963  | Chez moi                                                       | -           | -           | -           | -           | -           | -           | -           |             | -           | -           | -           | -           | -           | -           | -           | -           | 45 000  |
| 1963  | Eux                                                            | -           | -           | -           | -           | -           | -           | -           |             | -           | -           | -           | 2           | -           | -           | -           | -           | 50 000  |
| 1963  | Ding ding                                                      | 15          | 49          | -           | -           | -           | -           | -           |             | -           | -           | -           | -           | -           | -           | -           | -           | 50 000  |
| 1964  | Tant d'amours du printemps                                     | -           | -           | -           | -           | -           | -           | -           |             | -           | -           | -           | -           | -           | -           | -           | -           |         |
| 1964  | Chaque instant de chaque jour                                  | 16          | -           | -           | -           | -           | -           | -           |             | -           | -           | -           | -           | -           | -           | -           | -           | 50 000  |
| 1964  | Amore scusami                                                  | 11          | 16          | -           | -           | -           | -           | -           |             | -           | -           | -           | (1)         | -           | -           | -           | -           | 100 000 |
| 1965  | Viva la pappa La sainte totoche                                | 13          | 42          | -           | -           | -           | -           | -           |             | -           | -           | -           | -           | -           | -           | -           | -           | 75 000  |
| 1965  | Viva la pappa La sainte totoche                                | 13          | 42          | -           | -           | -           | -           | -           |             | -           | -           | -           | -           | -           | -           | 6           | -           | 75 000  |
| 1965  | La Danse de Zorba                                              | 6           | 24          | -           | -           | -           | 5           | 4           |             | -           | -           | -           | 7           | -           | -           | 7           | -           | 75 000  |
| 1965  | Bonsoir mon amour Scandale dans la famille                     | 8           | 13          | -           | -           | -           | 1           | -           |             | -           | -           | -           | 10          | -           | -           | 10          | -           | 150 000 |
| 1965  | Bonsoir mon amour Scandale dans la famille                     | 8           | 13          | -           | -           | -           | -           | -           |             | -           | -           | -           | (3)         | -           | -           | -           | -           | 150 000 |
| 1966  | El Cordobes                                                    | 16          | 43          | -           | -           | -           | -           | -           |             | -           | -           | -           | 1           | -           | -           | -           | -           | 50 000  |
| 1966  | Parlez-moi de lui                                              | -           | 45          | -           | -           | -           | -           | -           |             | -           | -           | -           | -           | -           | -           | -           | -           |         |
| 1966  | Petit homme                                                    | 13          | 31          | -           | -           | -           | -           | -           |             | -           | -           | -           | 2           | -           | -           | 5           | -           | 100 000 |
| 1966  | Bang Bang                                                      | -           | -           | -           | -           | -           | 2           | -           |             | -           | -           | -           | 4           | -           | -           | -           | -           |         |
| 1967  | Ciao amore, ciao Mama                                          | 12          | 24          | -           | -           | -           | -           | -           |             | -           | -           | -           | (1)         | -           | -           | -           | -           | 50 000  |
| 1967  | Ciao amore, ciao Mama                                          | 12          | 24          | -           | -           | -           | 1           | -           |             | -           | -           | -           | -           | -           | -           | 12          | -           | 50 000  |
| 1967  | Les Grilles de ma maison                                       | 11          | 38          | -           | -           | -           | -           | -           |             | -           | -           | -           | -           | -           | -           | -           | -           | 100 000 |
| 1967  | À qui?                                                         | 12          | 12          | -           | -           | -           | -           | -           |             | -           | -           | -           | -           | -           | -           | -           | -           | 75 000  |
| 1967  | L'ultimo valzer                                                | -           | -           | -           | -           | -           | 2           | -           |             | -           | -           | -           | -           | -           | -           | -           | -           |         |
| 1968  | Dan dan dan                                                    | -           | -           | -           | -           | -           | 9           | -           | -           | -           | -           | -           | -           | -           | -           | -           | -           |         |
| 1968  | Si j'avais des millions                                        | 10          | 49          | -           | -           | -           | -           | -           | -           | -           | -           | -           | -           | -           | -           | -           | -           | 75 000  |
| 1968  | La Bambola                                                     | -           | 48          | -           | -           | -           | -           | -           | -           | -           | -           | 6           | -           | -           | -           | 6           | -           | 50 000  |
| 1968  | Le Temps des fleurs                                            | 1           | 7           | -           | -           | -           | 18          | -           | -           | -           | -           | -           | -           | -           | -           | -           | -           | 150 000 |
| 1969  | Zoum zoum zoum                                                 | 11          | 28          | -           | -           | -           | -           | -           | -           | -           | -           | -           | -           | -           | -           | -           | -           | 75 000  |
| 1969  | Le promesse d'amore                                            | -           | -           | -           | -           | -           | 24          | -           | -           | -           | -           | -           | -           | -           | -           | -           | -           |         |
| 1969  | Le sable de l'amour                                            | -           | 29          | -           | -           | -           | -           | -           | -           | -           | -           | -           | -           | -           | -           | 22          | -           | 50 000  |
| 1969  | L'an 2005                                                      | -           | 33          | -           | -           | -           | -           | -           | -           | -           | -           | -           | -           | -           | -           | -           | -           | 50 000  |
| 1969  | Oh Lady Mary                                                   | -           | -           | -           | -           | -           | 11          | -           | -           | -           | -           | -           | -           | -           | -           | -           | -           |         |

Les cases colorées signifient que le classement n'est pas celui de Dalida mais de la chanson elle-même, tous interprètes confondus.
À cette époque, les chanteurs sortaient souvent leur propre version du dernier titre à la mode. Les classements étaient alors ceux de la chanson, et non de l'interprète. Le détail des différents interprètes est indiqué en note, à côté de chaque titre.

 Les cases orangées signifient que la version de Dalida était celle ayant rencontré le plus de succès.

 Les cases vertes signifient que la version de Dalida n'était pas le succès principal.

### Années 1970
| Année | Single                                                 | Classements | Classements | Classements | Classements | Classements | Classements | Classements | Classements | Classements | Classements | Classements | Classements | Classements | Classements | Classements | Classements | Ventes          |
| Année | Single                                                 | FRA         | BE/W        | BE/F        | SUI         | CAN         | ITA         | ESP         | POR         | P-B         | ALL         | AUT         | ARG         | MEX         | ISR         | TUR         | JAP         | Ventes          |
| ----- | ------------------------------------------------------ | ----------- | ----------- | ----------- | ----------- | ----------- | ----------- | ----------- | ----------- | ----------- | ----------- | ----------- | ----------- | ----------- | ----------- | ----------- | ----------- | --------------- |
| 1970  | Le clan des siciliens                                  | 19          | 39          | -           | -           | -           | -           | -           | -           | -           | -           | -           | -           | -           | -           | -           | -           |                 |
| 1970  | Darla dirladada                                        | 9           | 13          | -           | -           | -           | -           | -           | -           | -           | -           | -           | -           | -           | -           | -           | -           | 100 000         |
| 1970  | Ils ont changé ma chanson, ma                          | -           | 16          | -           | -           | -           | -           | -           | -           | -           | -           | -           | -           | -           | -           | -           | 84          | 60 000          |
| 1971  | Si c'était à refaire                                   | -           | -           | -           | -           | -           | -           | -           | -           | -           | -           | -           | -           | -           | -           | -           | -           |                 |
| 1971  | Jésus bambino                                          | -           | 27          | -           | -           | -           | -           | -           | -           | -           | -           | -           | -           | -           | -           | -           | -           | 60 000          |
| 1972  | Mamina                                                 | -           | 29          | -           | -           | -           | -           | -           | -           | -           | -           | -           | -           | -           | -           | 49          | -           |                 |
| 1972  | Ma mélo mélodie                                        | -           | 36          | -           | -           | -           | -           | -           | -           | -           | -           | -           | -           | -           | -           | -           | -           | 75 000          |
| 1972  | Parle plus bas                                         | 4           | 5           | -           | -           | -           | -           | -           | -           | -           | -           | -           | -           | -           | -           | -           | -           | 300 000         |
| 1973  | Paroles... Paroles... (avec Alain Delon)               | 10          | 4           | -           | -           | -           | -           | -           | 3           | -           | -           | -           | -           | 3           | -           | 17          | 28          | 200 000 210 000 |
| 1973  | Mais il y a l'accordéon                                | -           | 44          | -           | -           | -           | -           | -           | -           | -           | -           | -           | -           | -           | -           | -           | -           |                 |
| 1973  | Vado via                                               | -           | 25          | -           | -           | -           | -           | -           | -           | -           | -           | -           | -           | -           | -           | -           | -           |                 |
| 1974  | Gigi l'amoroso Il venait d'avoir 18 ans                | 7           | 4           | 1           | 1           | -           | -           | 3           | -           | 2           | 13          | -           | -           | -           | -           | -           | -           | 300 000 75 000  |
| 1974  | Gigi l'amoroso Il venait d'avoir 18 ans                | 7           | 4           | 1           | 1           | -           | -           | 3           | -           | 2           | 13          | -           | -           | -           | -           | -           | -           | 300 000 75 000  |
| 1974  | Anima mia                                              | 13          | 14          | -           | -           | -           | -           | -           | -           | -           | -           | -           | -           | -           | -           | -           | -           | 150 000         |
| 1974  | Manuel                                                 | -           | 23          | -           | -           | -           | -           | -           | -           | -           | -           | -           | -           | -           | -           | -           | -           |                 |
| 1975  | Et de l'amour, de l'amour (avec Richard Saint-Germain) | -           | 24          | -           | -           | -           | -           | -           | -           | -           | -           | -           | -           | -           | -           | -           | -           |                 |
| 1975  | Mein lieber Herr                                       | -           | 17          | -           | -           | -           | -           | -           | -           | -           | -           | -           | -           | -           | -           | -           | -           | 75 000          |
| 1975  | Ne lui dis pas                                         | -           | 46          | -           | -           | -           | -           | -           | -           | -           | -           | -           | -           | -           | -           | -           | -           | 75 000          |
| 1976  | J'attendrai                                            | 1           | 1           | 4           | -           | -           | -           | -           | -           | 9           | -           | -           | -           | -           | -           | -           | -           | 400 000 470 000 |
| 1976  | Bésame mucho                                           | 12          | 4           | 27          | -           | -           | -           | -           | -           | -           | -           | -           | -           | -           | -           | 10          | -           | 150 000         |
| 1976  | Le Petit Bonheur                                       | -           | 14          | -           | -           | -           | -           | -           | -           | -           | -           | -           | -           | -           | -           | -           | -           |                 |
| 1977  | Captain Sky                                            | -           | 38          | -           | -           | -           | -           | -           | -           | -           | -           | -           | -           | -           | -           | -           | -           |                 |
| 1977  | Femme est la nuit                                      | 8           | 9           | -           | -           | -           | -           | -           | -           | -           | -           | -           | -           | -           | -           | -           | -           | 150 000         |
| 1977  | Histoire d'aimer                                       | -           | 47          | -           | -           | -           | -           | -           | -           | -           | -           | -           | -           | -           | -           | -           | -           |                 |
| 1977  | Remember... c'était loin                               | -           | 27          | -           | -           | -           | -           | -           | -           | -           | -           | -           | -           | -           | -           | -           | -           |                 |
| 1977  | Salma Ya Salama                                        | 6           | 3           | -           | -           | -           | -           | -           | -           | -           | -           | -           | -           | -           | 23          | 3           | -           | 300 000         |
| 1978  | Ma vie je la chante                                    | -           |             | -           | -           | -           | -           | -           | -           | -           | -           | -           | -           | -           | -           | -           | -           |                 |
| 1978  | Génération 78                                          | 9           |             | -           | -           | -           | -           | -           | -           | -           | -           | -           | -           | -           | -           | 12          | -           | 300 000         |
| 1978  | Ça me fait rêver                                       | 14          |             | -           | -           | -           | -           | -           | -           | -           | -           | -           | -           | -           | -           | -           | -           | 150 000         |
| 1978  | Lambeth Walk                                           | -           |             | -           | -           | -           | -           | -           | -           | -           | -           | -           | -           | -           | -           | -           | -           | 100 000         |
| 1979  | Problemorama                                           | -           |             | -           | -           | -           | -           | -           | -           | -           | -           | -           | -           | -           | -           | -           | -           |                 |
| 1979  | Laissez-moi danser (Monday, Tuesday)                   | 2           |             | 22          | -           | -           | -           | -           | -           | -           | -           | -           | -           | -           | 26          | -           | -           | 400 000         |
| 1979  | Helwa Ya Baladi                                        | -           |             | -           | -           | -           | -           | -           | -           | -           | -           | -           | -           | -           | -           | 20          | -           |                 |
| 1979  | Il faut danser reggae                                  | 11          |             | -           | -           | -           | -           | -           | -           | -           | -           | -           | -           | -           | -           | -           | -           | 200 000         |

### Années 1980
| Année | Single                            | Classements | Classements | Classements | Classements | Classements | Classements | Classements | Classements | Classements | Classements | Classements | Classements | Classements | Classements | Classements | Classements | Ventes  |
| Année | Single                            | FRA         | BE/W        | BE/F        | SUI         | CAN         | ITA         | ESP         | POR         | P-B         | ALL         | AUT         | ARG         | MEX         | ISR         | TUR         | JAP         | Ventes  |
| ----- | --------------------------------- | ----------- | ----------- | ----------- | ----------- | ----------- | ----------- | ----------- | ----------- | ----------- | ----------- | ----------- | ----------- | ----------- | ----------- | ----------- | ----------- | ------- |
| 1980  | Gigi in Paradisco                 | -           |             | -           | -           | -           | -           | -           | -           | -           | -           | -           | -           | -           | -           | -           | -           |         |
| 1980  | Rio do Brasil                     | -           |             | -           | -           | -           | -           | -           | -           | -           | -           | -           | -           | -           | -           | -           | -           |         |
| 1980  | Chanteur des années 80            | -           |             | -           | -           | -           | -           | -           | -           | -           | -           | -           | -           | -           | -           | -           | -           | 80 000  |
| 1981  | Il pleut sur Bruxelles            | -           |             | -           | -           | -           | -           | -           | -           | -           | -           | -           | -           | -           | -           | -           | -           |         |
| 1981  | Quand je n'aime plus je m'en vais | -           |             | -           | -           | -           | -           | -           | -           | -           | -           | -           | -           | -           | -           | -           | -           |         |
| 1982  | La chanson du Mundial             | -           |             | -           | -           | -           | -           | -           | -           | -           | -           | -           | -           | -           | -           | -           | -           | 100 000 |
| 1982  | Jouez bouzouki                    | -           |             | -           | -           | -           | -           | -           | -           | -           | -           | -           | -           | -           | -           | -           | -           |         |
| 1982  | Confidences sur la fréquence      | -           |             | -           | -           | -           | -           | -           | -           | -           | -           | -           | -           | -           | -           | -           | -           |         |
| 1983  | Les p'tits mots                   | -           |             | -           | -           | -           | -           | -           | -           | -           | -           | -           | -           | -           | -           | -           | -           |         |
| 1983  | Femme                             | -           |             | -           | -           | -           | -           | -           | -           | -           | -           | -           | -           | -           | -           | -           | -           |         |
| 1984  | L'innamorata                      | -           |             | -           | -           | -           | -           | -           | -           | -           | -           | -           | -           | -           | -           | -           | -           |         |
| 1984  | Kalimba de Luna                   | -           |             | -           | -           | -           | -           | -           | -           | -           | -           | -           | -           | -           | -           | -           | -           |         |
| 1984  | Pour te dire je t'aime            | -           |             | -           | -           | -           | -           | -           | -           | -           | -           | -           | -           | -           | -           | -           | -           |         |
| 1985  | Reviens-moi                       | -           |             | -           | -           | -           | -           | -           | -           | -           | -           | -           | -           | -           | -           | -           | -           |         |
| 1985  | Le temps d'aimer                  | -           |             | -           | -           | -           | -           | -           | -           | -           | -           | -           | -           | -           | -           | -           | -           |         |
| 1986  | Parce que je ne t'aime plus       | -           |             | -           | -           | -           | -           | -           | -           | -           | -           | -           | -           | -           | -           | -           | -           |         |
| 1986  | Le sixième jour                   | -           |             | -           | -           | -           | -           | -           | -           | -           | -           | -           | -           | -           | -           | -           | -           |         |
| 1987  | Pour en arriver là                | -           |             | -           | -           | -           | -           | -           | -           | -           | -           | -           | -           | -           | -           | -           | -           |         |

### Post-mortem
| Année | Single                       | Classements | Classements | Classements | Classements | Classements | Classements | Classements | Classements | Classements | Classements | Classements | Classements | Classements | Classements | Classements | Classements | Ventes  |
| Année | Single                       | FRA         | BE/W        | BE/F        | SUI         | CAN         | ITA         | ESP         | POR         | P-B         | ALL         | AUT         | ARG         | MEX         | ISR         | TUR         | JAP         | Ventes  |
| ----- | ---------------------------- | ----------- | ----------- | ----------- | ----------- | ----------- | ----------- | ----------- | ----------- | ----------- | ----------- | ----------- | ----------- | ----------- | ----------- | ----------- | ----------- | ------- |
| 1988  | Quelque part au soleil       | -           |             | -           | -           | -           | -           | -           | -           | -           | -           | -           | -           | -           | -           | -           | -           |         |
| 1989  | Rendez-vous chaque soir      | -           |             | -           | -           | -           | -           | -           | -           | -           | -           | -           | -           | -           | -           | -           | -           |         |
| 1990  | Let me dance (Remix)         | -           |             | -           | -           | -           | -           | -           | -           | -           | -           | -           | -           | -           | -           | -           | -           |         |
| 1995  | Jusqu'au bout du rêve        | -           | -           | -           | -           | -           | -           | -           | -           | -           | -           | -           | -           | -           | -           | -           | -           |         |
| 1996  | La Mamma                     | -           | -           | -           | -           | -           | -           | -           | -           | -           | -           | -           | -           | -           | -           | -           | -           |         |
| 1996  | Là-bas dans le noir (Remix)  | 49          | -           | -           | -           | -           | -           | -           | -           | -           | -           | -           | -           | -           | -           | -           | -           |         |
| 1997  | Gigi in paradisco (Remix)    | -           | -           | -           | -           | -           | -           | -           | -           | -           | -           | -           | -           | -           | -           | -           | -           |         |
| 1997  | Salma Ya Salama (Remix)      | 14          | -           | -           | -           | -           | -           | -           | -           | -           | -           | -           | -           | -           | -           | -           | -           | 125 000 |
| 1998  | Quand s'arrêtent les violons | 83          | -           | -           | -           | -           | -           | -           | -           | -           | -           | -           | -           | -           | -           | -           | -           |         |
| 1998  | T'es fier de toi ?           | -           | -           | -           | -           | -           | -           | -           | -           | -           | -           | -           | -           | -           | -           | -           | -           |         |
| 2022  | Vive le vent                 | 53          | -           | -           | -           | -           | -           | -           | -           | -           | -           | -           | -           | -           | -           | -           | -           |         |